# 绍隆瑙
绍隆瑙，是匈牙利包尔绍德-奥包乌伊-曾普伦州所辖的一个村。总面积20.08平方公里，总人口1011，人口密度50.3人/平方公里（2011年1月1日）。